# Porphyrinia vestalis
Porphyrinia vestalis là một loài bướm đêm trong họ Noctuidae.